# Martin Mönikes

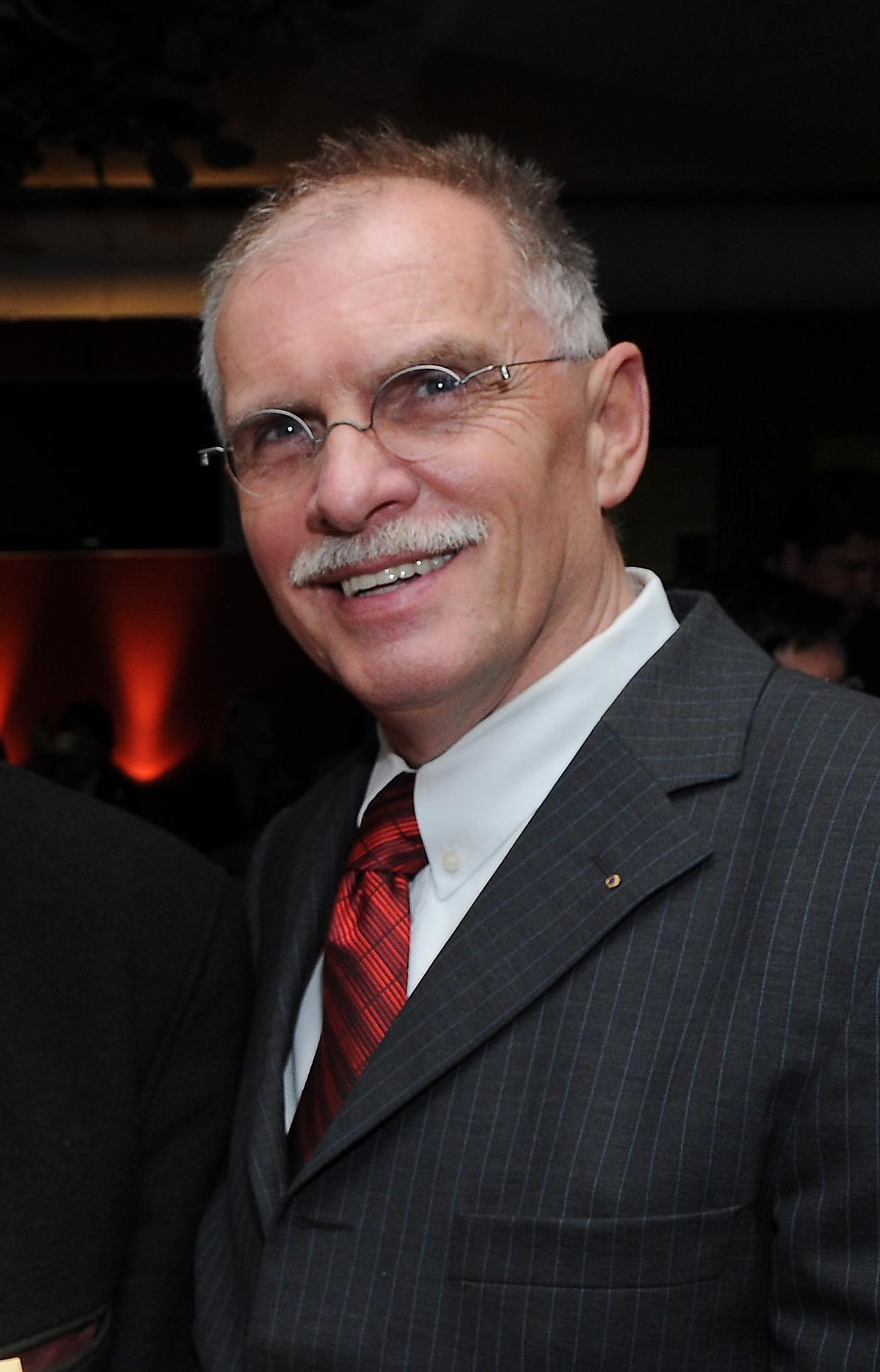
Martin Mönikes im Haaner Rathaus 2004

Martin Mönikes (* 17. März 1948 in Aachen) ist ein deutscher Journalist und ehemaliger Bürgermeister der Stadt Haan in Nordrhein-Westfalen.
 

## Leben
Mönikes machte 1964 seine Mittlere Reife an der Realschule David-Hansemann-Schule in Aachen. Ab 1964 war er in der Verwaltung tätig, zunächst in Aachen, dann in Langenfeld im Amt für Organisation und Stadtentwicklung. Ab 1984 war Mönikes Beigeordneter in Haan und koordinierte die Bereiche Schule, Sport, Kultur, Jugend und Soziales. 1997 wurde er zum ersten hauptamtlichen Bürgermeister (CDU) der Stadt Haan gewählt. Bei den Kommunalwahlen in Nordrhein-Westfalen 1999 wurde er unmittelbar von den Bürgern mit einem Stimmanteil von 61,8 % als Bürgermeister wiedergewählt. Aus persönlichen Gründen stellte er sich 2004 nicht mehr zur Wahl.
Seit 2005 ist Mönikes freier Journalist und Mitarbeiter Lokalredaktion Langenfeld/Monheim der Rheinischen Post und Westdeutschen Zeitung.